# Stražanac
Stražanac is een plaats in de gemeente Končanica in de Kroatische provincie Bjelovar-Bilogora. De plaats telt 168 inwoners (2001).